# 금서
금서(禁書)는 출판 및 판매, 독서, 소유를 금지한 책이다. 서적 검열(book censorship)은 문학적, 예술적 또는 교육적인 자료가 검열자의 기준에 따라 불쾌하거나 부적절하다고 여겨져 제거되거나, 유통이 제한되거나, 배포가 억제되는 행위를 말한다. 현재 미국으로 알려진 지역에서 책 검열이 처음 발생한 사례는 1637년, 오늘날의 매사추세츠주 퀸시에서 있었던 것으로 기록되어 있다. 특정 책이 검열을 유발한 경우도 있었으며, "톰 아저씨의 오두막"은 전국적인 금서 조치의 첫 사례로 자주 언급된다. 그러나 1873년 컴스톡 법이 제정되기 전까지는, 미국 내에서 독서 자료나 그 유통에 대한 검열은 산발적으로 이루어졌다. 20세기 초부터는 책 검열이 점점 일반적인 관행이자 공적 논쟁의 주제가 되었다. 20세기부터 21세기 초반까지 미국에서는 주기적인 책 검열 시도가 계속되어 왔다. 특히 2022년 이후, 미국에서는 책 검열 시도 및 실제 검열 사례가 급증하고 있으며, 2022년과 2023년 사이에 보고된 검열 사례는 63% 증가했고, 수백 권의 책에 대한 집단적인 문제 제기 역시 크게 늘었다. 최근 수년간 미국에서 검열 대상이 된 책의 약 4분의 3은 어린이, 초등학생, 청소년을 위한 도서들인다.
미국에서의 책 검열 논쟁에서, "읽을 자유"를 지지하는 사람들은 특히 미국 헌법의 제1조, 제4조, 제14조를 중심으로 형성된 전통과 법적 판례를 인용한다. 수년간 검열을 정당화하는 많은 근거들은 외설의 정의와 다양한 책의 내용이 지닌 것으로 여겨지는 도덕적 특성에 대한 의문들에 집중되어 왔다.
오늘날 책 검열의 대상은 인쇄본, 전자책, 오디오북일 수 있으며, 그러한 자료를 포함하는 교육과정일 수도 있다. 검열 대상이 된 텍스트는 서점과 같은 영리업체나, 공공 도서관 또는 학교나 대학교에 속한 도서관, 혹은 학교나 대학교 전체가 소장하고 있을 수도 있다. 검열을 요청하는 주체는 단체, 개인, 혹은 정부 관계자일 수 있다.
미 도서 연합 (ALA), the 전미영어교사협의회 (NCTE), 미국서점협회 등을 포함한 여러 전문 기관들이 읽을 자유를 옹호하고 있다. 접근 가능한 책들을 제거하자고 주장하는 단체들로는 자유의 어머니, 노 레프트 턴 포 에듀케이션, 메스레지스탄스 등이 있다.

## 정의와 용어
책 검열은 책에 포함된 이미지, 사상, 정보 등의 내용이 불쾌하거나 부적절하다고 판단하는 개인 또는 단체가 그 접근을 제한하려는 행위를 의미한다. 이 개념은 특정 책에 대한 접근을 학교의 모든 학생이나 공공 도서관 이용자 전체와 같은 전체 인구 집단을 대상으로 제한하거나 제거하려는 시도를 의미하며, 개인이 자신이나 자녀에게 해당 책이 적절하지 않다고 판단하는 것은 포함되지 않는다.
책 검열은 여러 형태로 나타날 수 있으며, 학자 에밀리 녹스는 ‘적극적 검열’의 네 가지 유형을 다음과 같이 제시한다:
1. 제거: 도서관, 교실, 서점 등에서 특정 책을 완전히 제거하는 것;
2. 재배치: 해당 책을 도서관 내에서 접근이 어려운 장소, 예를 들어 '성인 전용 구역' 등으로 옮기는 것;
3. 제한: 책에 대한 접근을 제한하거나, 특별한 허가를 받아야만 열람할 수 있도록 하는 것; 그리고
4. 개정: 책의 일부 내용을 지우거나 가려서 독자가 볼 수 없도록 하는 것.[26]

책 검열은 흔히 특정 책을 도서관이나 다른 장소에서 제거해 달라는 요청인 ‘책에 대한 이의 제기’로부터 시작된다. 많은 도서관 및 교육 기관들은 이러한 이의 제기 절차와 그 이후의 진행 과정을 명시한 ‘재심 정책’을 마련해두고 있다. 이러한 정책은 이의 제기 과정을 투명하고 일관되게 만들며, 적법한 절차를 보장하기 위해 존재한다.일반적으로 관리자나 위원회가 이의 제기와 해당 책을 검토한 후 판단을 내리게 된다. 이의 제기가 재심 절차를 통해 받아들여질 경우, 해당 책은 도서관, 학교 등에서 제거된다. '금서’란 도서관, 교실 등에서 제거된 책을 말한다. 2021년 이후 전국적으로 책에 대한 이의 제기가 증가하면서 "위축 효과,"가 나타났고, 많은 기관들, 특히 학군 단위에서 스스로 검열하는 사례가 증가하고 있다. 녹스는 이를 ‘소극적 검열'이라고 부른다. 또한 2024년 기준으로, 주 및 지역 차원에서 도서관, 학교 등에서 책의 제거뿐만 아니라 재배치와 접근 제한까지 정당화하는 입법 사례가 증가하고 있다.

## 역사
17세기 동안, 현재 미국으로 알려진 지역에서의 전형적인 책 검열 방식은 책 소각이었다. 현재 미국으로 알려진 지역에서 최초의 금서로 여겨지는 사례는, 1637년 암스테르담에서 출판된 토머스 머턴의 『새 영어 카난』 또는 『새 카난』이다. 같은 해, 매사추세츠 퀸시의 청교도 정부는 이 책이 청교도 관습과 권력 구조에 대한 이단적이고 신랄한 비판이라고 판단하여 이를 금지하였다. 1650년 10월, 윌리엄 핀천의 소책자 『우리의 구원의 공로』은 비판을 받았고, 청교도 정부에 의해 즉시 불태워졌다. 매사추세츠 보스턴에서 발생한 이 책 소각 사건은 종종 “미국 최초의 책 소각”으로 불리며, 실제로 그렇게 간주되기도 한다.
1873년 3월 3일, 그랜트 행정부 하의 미국 의회는 "외설적 문서 및 부도덕한 용도의 물품 유통 및 배포 억제법"을 통과시켰으며, 이는 흔히 ‘컴스톡 법’ 또는 ‘컴스톡 법안’으로 불린다. 이 법은 다음과 같은 항목을 미국 우편 서비스를 통해 발송하는 행위를 형사처벌 대상으로 규정하였다: 외설물, 피임 기구, 낙태약, 성인용 장난감, 성적인 내용을 암시하는 개인 편지, 또는 이와 관련된 모든 정보. 이 법은 단지 음란물 유통만을 제한한 것이 아니라, 피임 및 낙태에 대한 정보를 담은 의학 저널의 확산 또한 제한하였다. 연방 정부가 직접 관할하는 워싱턴 D.C.에서는 이 법에 따라 “음란한” 출판물을 판매하거나 배포하거나 소지하는 행위도 경범죄로 간주되며, 벌금형 또는 징역형에 처해질 수 있었다. 미국의 절반에 해당하는 주들도 이와 유사한 반(反)음란 법률을 제정하여, 음란물의 소지 및 판매를 금지하였다.
제임스 조이스, 시어도어 드라이저, 어니스트 헤밍웨이, F. 스콧 피츠제럴드, 존 스타인벡과 같은 모더니스트 및 진보적 작가들이 문학 활동을 시작하면서, 20세기에는 책의 금지가 더욱 빈번하게 일어났다. 이들의 글쓰기는, 선이 악을 이긴다는 식으로 묘사되던 당시 미국 문학의 주류였던 전통주의 문학과는 크게 달랐다. 이 작가들은 논란이 되는 주제에 대해 자신의 의견을 드러내는 것을 주저하지 않았다.예를 들어, 헤밍웨이의 "무기여 잘 있거라"는 제1차 세계대전의 암울한 현실과 프레더릭 헨리와 캐서린 바클리라는 연인의 이야기를 그리는데, 여기에는 비극적으로 끝난 출산 장면에 대한 노골적인 묘사도 포함되어 있다. 1929년에는 보스턴을 포함한 일부 도시들이 이 책을 “외설적이다(salacious)”라고 판단하여 금지시켰다.
보스턴은 1922년 로버트 키블의 『사이먼 콜드 피터』를 시작으로, 감시와 검열을 담당한 ‘워치 앤 워드 협회’의 영향으로 검열의 중심지가 되었다. 책이 우편을 통한 발송에서 금지되지 않았음에도 불구하고, 1920년대 보스턴에서는 "아메리칸 머큐리"라는 잡지를 비롯하여 『엘머 갠트리』, 『아메리칸 비극』, 『채털리 부인의 사랑』, 그리고 연극 『스트레인지 인터루드』의 대본 등이 검열 대상이 되었다. 보스턴의 검열이 심해지자, 출판사들은 책을 “보스턴에서 금지된 책”으로 광고함으로써 미국 전역에서의 판매를 오히려 촉진시키기도 했다. 결국, 이러한 검열은 지역 사회의 반발을 일으켰다. 1929년자 하버드 크림슨의 한 기사에서는 “보스턴이 창작 활동을 지속적으로 억압하는 것을 비판하는 것조차 이제는 너무 지겨워서, 우리는 절망 속에 항복하고자 한다”고 말했다. 검열의 종식은 1920년대, 서점들이 시민들의 ‘읽을 권리’를 주장하기 시작하면서 시작되었다. 마침내 1933년 보스턴에서 존 M. 우슬리 판사는 제임스 조이스의 『율리시스』에 대한 연방 금지령을 뒤집으며, “진지한 문학 작품에서는 성적 표현도 허용되어야 한다”고 판결하였다. 이 판결은 컴스톡 법에서 중요한 기준으로 남아 있었으며, 1957년 『로스 대 미국』 판결에서 “전혀 사회적 가치가 없는 책”이라는 정의로 바뀌게 된다. 워치 앤 워드 협회의 권한은 점차, 보스턴의 인구 구성과 보다 밀접하게 연결된 다수파 지도층을 반영하는 시 당국으로 넘어가게 되었다.
검열의 물결 이후, 1938년 디모인 공립도서관의 관장 포레스트 스폴딩은 “점점 심화되는 편협함, 표현의 자유 억압, 그리고 소수자 및 개인의 권리를 침해하는 검열”에 맞서기 위해 『도서관 권리 장전』을 초안했다. 이 장전은 1년 뒤 미국도서관협회에 의해 개정·채택되었고, 이후 ‘도서 금지, 성별 및 인종 차별, 전시 공간’에 관한 적용 범위로까지 확장되었다. 1953년에는 출판사와 도서관 관계자들이 모여, “미국인의 읽을 자유를 지키기 위한 출판인과 사서의 책임”을 정의하였고, 이는 오늘날 널리 알려진 선언문인 “읽을 자유는 민주주의에 필수적이다”로 이어졌다.
이 시기 또 하나의 중요한 흐름은 미국 남부에서의 친남부연합 정서의 재부상이었다. 그 결과로, ‘남부연합의 딸들’이라는 단체가 주도한 교과서 금지 운동이 시도되었고, 일부는 실제로 금지되는 데 성공하였다. 이들의 목적은 대부분 사실이 아니거나 완전히 허위인 주장들을 통해 ‘잃어버린 대의'를 홍보하는 것이었다. UDC가 일찍이 금지를 시도한 교과서 중 하나는 데이비드 S. 머지의 미국사였다.이 교과서는 러더퍼드 위원회가 1919년에 ‘잃어버린 대의’를 미화하려는 목적 아래 펴낸 팸플릿의 거의 모든 규칙을 위반하고 있었다. 비록 UDC는 이미 1916년부터 해당 교과서를 문제 삼았지만, 노스캐롤라이나 교과서 위원회는 1920년 초에 이 책의 사용을 승인했다. 그러나 1920년 10월, UDC는 주 전역에서 해당 책의 금지를 요구했으며, 출판사와의 계약이 1922년까지 갱신되지 않음에도 불구하고, 그 해 대중적 압박으로 계약은 갱신되지 않았다.
1953년, 조지아주는 조지아 문학위원회를 설립했으며, 초창기에는 주(州)의 음란물 규제법을 집행하는 지역 검사들을 보조하는 역할을 맡았다.1958년에는 출판을 중단시키기 위해 소환장(subpoena) 및 금지 명령(injunction)을 발부할 수 있는 권한을 갖게 되었다. 이 위원회는 수백 개의 간행물을 검열했지만, 1960년대 법원의 반대 판결 이후 그 권한은 약화되었고, 1973년에 공식 폐지되었다.
2021년 이후, 다시 한 차례 책 검열의 물결이 일어났다. 2022년, 미국 도서관 협회의 보고서에 따르면 책 검열은 전례 없는 수준으로 증가했다. 해당 보고서는 검열 대상의 대부분이 성소수자 및 인종 소수자 관점을 다룬 책들이었다고 밝히며, 사서에 대한 괴롭힘과 위협의 증가라는 경향도 지적했다.
2023년 8월, 플로리다주에서는 주 법률을 준수하기 위해, 교사들이 셰익스피어 작품 및 고전 문학을 가르치는 데 제한을 받게 되었다.

## 학교 교육위원회
학교 교육위원회들은 읽을 자유(freedom to read)와 관련된 법적 소송에 자주 연루되어 왔으며, 일부 단체들은 이 권리가 미국 수정헌법 제1조에 포함된다고 보고 있다. 이러한 소송 중 일부는 각 주의 대법원이나 연방 항소법원까지 올라가기도 했다. 예를 들어 1924년의 에반스 대 프레즈노 카운티 셀마 유니언 고등학교 교육구사건에서 법원은 다음과 같이 판결했다. “학교 도서관에 책을 추가로 구매하는 행위는, 그 책에 담긴 이론이나 교리를 채택한다는 의미도, 해당 책 자체에 대한 승인도 내포하지 않으며, 단지 참고 도서관에 포함할 문학 작품으로서 적절하다는 판단일 뿐이다.” 1976년의 미나치니 대 스트롱즈빌 시 교육구판결에서는, 법원이 특정 교재를 수업에서 사용하는 것을 허용하지 않겠다는 교육구의 결정은 인정했으나, 도서관에서 책을 제거한 행위는 위헌이라고 보며, 도서관을 “지식의 저장소"라 지칭했다.
1982년, 미국 연방대법원은 아일랜드 트리스 교육구 대 피코 사건을 통해 검열 문제를 다룬 바 있다. 이 사건은 학교 교육위원회가 부적절하다고 판단한 몇몇 책들을 도서관에서 제거한 것을 둘러싼 것이었다. 대법원은 다음과 같은 결론을 내렸다. “수정헌법 제1조는 지역 교육위원회가 중·고등학교 도서관에서 책을 제거할 때 행사할 수 있는 재량에 제한을 둔다.” 이 사건은 뉴욕연합학부모회의 문제 제기로 학교 도서관에서 9권의 책이 제거된 것에 반발한 학생 다섯 명이 소송을 제기하며 대법원까지 올라가게 된 것이다. 연방대법원은 수정헌법 제1조에 따라, “지역 교육위원회는 책 속에 담긴 사상이나 내용이 마음에 들지 않는다는 이유만으로 도서관 서가에서 책을 제거해서는 안 된다”고 판시했다. 의견서를 작성한 윌리엄 브레넌 대법관은 다음과 같은 논리를 제시했다. “지역 교육위원회는 학교 운영에 있어 광범위한 재량을 가지지만, 그 재량은 수정헌법 제1조가 지닌 초월적 가치에 부합하는 방식으로 행사되어야 한다.” 그는 또한, 교육위원회가 수업에서 사용할 교재나 학습 자료를 선택할 절대적인 재량권은 가지고 있지만, 그 재량이 편협하게 정파적이거나 정치적으로 행사되지 않는 한, 교육과정에서 책을 제외하는 것은 위헌이 아니라고 덧붙였다. 끝으로 브레넌 대법관은 도서관은 일반 대중이 토론, 논쟁, 정보와 아이디어에 접근할 수 있도록 하는 수정헌법 제1조의 기능을 구현하는 ‘독립적 기관’이라고 강조했다.
2023년 5월에는 아일랜드 트리즈 판례에 근거한 연방법 소송이 에스캄비아 카운티 교육구 및 교육위원회를 상대로 제기되었으며, 해당 소송은 교육의 보도 대 피코로 명시되었다.
최근 텍사스 주의 여러 독립 교육구에서 학교 관계자들에 의한 도서 금지 조치가 증가해왔다. 그 결과, 미국도서관협회에 따르면 2022년 기준 텍사스는 책 제목에 대한 도전(=검열 요청)이 가장 많이 발생한 주가 되었다. 휴스턴 지역 학교들은 서가에서 책을 제거하여, ‘부적절한 내용’이 있는지 검토하는 작업을 시작했다. 이러한 서적 검열은 심지어 학교에서 열리는 북페어에서 학생들이 구매할 수 있는 도서 목록에까지 영향을 미쳤다.

## 교정검열
교정 검열(Carceral censorship)이란, 수감자들에게 문학, 정보, 지식이 전달되는 흐름을 차단하는 행위를 말한다. 이와 같은 형태의 검열은 공립 초·중·고등학교나 공공도서관에서의 검열보다 문서화된 사례는 적지만, 펜 아메리카에 따르면 미국에서 가장 광범위하게 이루어지는 문학 제한 방식이 바로 교정 검열이다. 그러나 미국 정부는 연방 교도소에 검열된 도서 목록을 보고하거나, 서적 검열 이력을 기록하도록 요구하지 않기 때문에, 각 주 교도소에서 어떤 책들이 검열되었는지 또는 얼마나 많은 책이 제한되었는지에 대한 중앙화된 공개 데이터는 존재하지 않는다. 더욱이 서적 검열을 수행하는 주체는 교도소 관리자나 주 정부 관료가 아니라, 교도소 내 우편실 직원들로, 이들이 수감자들에게 전달되는 문서를 가로채고 검열 목록을 작성하는 역할을 맡고 있다.

### 내용중립적 검열
내용 중립적 금지는 문서의 내용과 관련 없는 이유로 책을 제한하는 것으로, 예를 들어 교도소에서 승인하지 않은 서점에서 발송되었거나, 양장본이며 모든 양장본이 금지되어 있거나, 포장에 라벨이 부착되어 있는 경우 등을 포함한다.  펜 아메리카는 교도소 우편실의 84%가 ‘승인된 판매처’ 정책을 따르고 있다고 밝혔으며, 이 정책은 책의 내용이 중립적이고 보안을 위협하지 않더라도 반드시 출판사나 승인된 판매처를 통해 직접 발송되어야 한다고 요구한다.

### 내용 기반 검열
내용 기반 금지는 책에 담긴 특정한 내용 때문에 책이 거부되는 것으로, 수감자가 정보와 특정 사상에 접근하는 것을 제한하기 위해 해당 내용을 ‘위협’으로 간주하는 것이다. 이러한 위협 요소는 다음과 같다: 1) 교도소의 보안, 2) 노골적인 성적 내용, 3) 인종 관련 내용, 4) 영어가 아닌 언어로 된 콘텐츠. 수감자들이 교도관이나 당국이 이해하지 못하는 방식으로 서로 의사소통할 수 있다는 우려 때문에, 교도소에서는 영어가 아닌 자료를 제한해 왔다. 워싱턴, 플로리다, 버지니아 주 등은 교도소 내의 모든 비영어 콘텐츠를 검열해 왔다.
코네티컷주는 수감자와 교도소 자체의 보안 문제로 인해 나의 몸, 나의 한계, 나의 기쁨, 나의 선택과 남자의 미교육 강간 같은 교육적 에세이를 포함해 334권의 책을 검열했다. 이 책들은 교도소 안팎에서의 폭력의 악순환을 끊는 것을 목표로 한 교육용 글이다. 루이지애나주의 교도소들도 폭력과 성적 내용에 대한 우려로 비슷한 내용의 책들을 검열했으며, 그 수는 최대 584권에 달한다.

#### 교도소 라멘
교도소 라멘은 수감자들이 감방에서 만들 수 있는 라면 기반 요리법을 소개하는 요리책이다. 각 레시피에는 (대부분 전 수감자들의) 짧은 이야기가 함께 실려 있어, 그 요리가 만들어진 배경이나 관련된 중요한 순간을 들려준다. 이 책은 19개 주 교도소 시스템에서 금지되어 있으며, 모든 주에서는 이를 보안 조치의 일환으로 검열했다고 밝혔다.

## 검열의 이유
책들은 주제나 내용, 특히 연령 적합성과 관련된 다양한 이유로 이의 제기를 받는다. 지적 자유국에 보고된 바에 따르면, 2016년 이전 10년간 도서에 이의 제기된 주요 이유 세 가지는 다음과 같다:
1. 해당 자료가 ‘성적으로 노골적’이라고 간주되었기 때문.
2. ‘모욕적인 언어’를 포함하고 있기 때문.
3. 어떤 연령대에도 적합하지 않다고 여겨졌기 때문.[69]

도서관 차원의 서적 검열이 증가하고 있음에도 불구하고, 미국도서관협회(ALA)의 '도서관 권리 장전'에 대한 해석은 다음과 같이 명시한다: “사서와 운영 기관은 오직 부모만이 – 그리고 오직 그들 자신의 자녀에게만 – 도서관 자료에 대한 접근을 제한할 권리와 책임이 있음을 유지해야 한다.” 펜 아메리카가 2023년 6월 1일부터 12월 31일까지 수집한 자료에 따르면, 금지된 책 유형에는 네 가지 주요 경향이 있다:
1. 책이 ‘외설적’이라는 주장으로 성폭력을 다룬 책들을 금지하는 것
2. 성적 지향이나 성 정체성을 포함한 학생 교육을 금지함으로써, 2021년부터 2023년까지 전체 금지 도서의 36%를 차지한 LGBTQ+ 관련 책들을 금지하는 것
3. '젠더 이데올로기'가 해롭다는 주장에 기반해 트랜스젠더 이야기에 특별히 집중해 금지하는 것
4. ‘인종에 대한 논의가 오히려 인종차별을 유발한다’는 주장에 따라, 인종과 인종차별을 다루는 책이나 유색인종 캐릭터가 등장하는 책을 ‘분열적’이라고 프레임화하며 금지하는 비판적 인종 이론(CRT)에 대한 반발

미국 도서관 협회에 따르면, 서적 검열의 사유는 이 외에도 20가지 이상 더 존재한다. 아메리칸 길을 위한 사람들에 따르면, 1990년부터 2000년까지 10년 동안 ‘성적으로 노골적인’ 내용이 도서 이의 제기의 가장 큰 원인이었고, ‘모욕적인 언어’가 그 다음으로 많았다.

### 성적 노골성
다양한 단체들은 어떤 형태로든 성적인 내용이 "아이들이 성에 대해 생각하거나, 흥미를 느끼거나, 성관계를 갖게 할 수 있다"는 점을 우려한다. 여기에는 성교육을 다루는 책, 강간이나 성폭행 장면이 있는 책, 노골적인 성적 이미지, "음란 잡지"(2018년 기준), 성적 암시가 있는 책 등이 포함되지만 이에 국한되지는 않는다. 이러한 이유는 주로 ‘연령 적합성’을 문제 삼을 때 사용된다. 대표적인 예로는 호밀밭의 파수꾼이 있다. 이 소설에는 포주와 매춘부가 등장하는 장면이 있으며, 이것이 이 작품에 대한 반감을 불러일으키는 주된 이유이다. 일부 교육청은 이 소설을 금지했으며, 다른 일부는 제한 도서로 분류하여 부모의 허락을 받아야만 열람할 수 있도록 했다. 또 다른 예로는 마거릿 애트우드의 시녀 이야기가 있다. 이 디스토피아 소설에는 노골적인 성적 묘사가 포함되어 있어, 많은 단체들이 청소년에게 부적절하다고 판단했다. 이 책은 조지아주의 SB 226 공청회에서 학부모들의 공격 대상이 되었는데, 이 법안은 교장과 교육청이 학생에게 적합한 도서를 단독으로 결정할 수 있도록 하려는 것이었다. 그러나 최종적으로 SB 226 법안은 통과되지 않았고, 2021년 3월 31일에 철회되었다.
이러한 논리는 LGBTQIA+ 관련 내용이 있는 책을 겨냥하는 데에도 자주 사용되며, 명시적인 내용이 없더라도 예를 들어 동성애자가 언급된다는 이유만으로 "성적으로 노골적"이라는 분류 하에 검열당한다. 대표적인 사례로는 어린이 도서 앤 탱고 메익스 쓰리가 있는데, 이는 센트럴 파크 동물원의 두 마리 동성애 펭귄에 관한 이야기이다. 이 책은 동성애를 다루었다는 이유와 "연령대에 부적절하다"는 이유로 자주 이의를 제기받지만, 성적으로 노골적인 장면은 전혀 없다.

### 모욕적인 언어
검열의 또 다른 이유는 책의 내용에 욕설이나 모욕적인 언어가 포함되어 있다는 것이다. 그러나 '모욕적이다'는 개념은 매우 주관적이기 때문에, 이 단락에서는 인종차별, 약물 언급, 문화적 주장 등 다른 항목에서 다루는 이유들을 제외하고 욕설과 상스러운 표현에 초점을 맞춘다. 욕설이나 상스러운 언어의 사용은 흔히 욕지거리(swear words)를 의미하며, 책에 이의를 제기하는 일반적인 이유 중 하나이다.
예를 들어 너가 준 혐오는 "fuck"이라는 단어를 자주 사용한다는 이유로, 엘리너&팍은 주인공들이 처한 어려운 가정 및 학교 환경을 묘사하면서 사용하는 상스러운 표현 때문에 검열 대상이 되었다. 너가 준 혐오에서 "fuck"이라는 단어의 사용과 관련해, 저자 앤지 토마스는 다음과 같이 그 사용을 옹호했다. “너가 준 혐오에는 ‘f-word’가 89번 나와요. 제가 직접 세어봤거든요. 그런데 작년 한 해 동안 경찰에 의해 900명 넘게 사망했어요. 사람들은 ‘f-word’의 횟수보다 그 숫자에 더 신경 써야 해요.”

### 인종
인종차별에 관한 이야기를 담은 소설, ‘비판적 인종 이론’을 가르친다고 여겨지는 책, 인종차별적 비속어를 포함하거나 인종 문제에 대한 입장이 모호한 책들은 종종 검열의 대상이 된다. 펜이 2021년 7월부터 2022년 3월까지 집계한 보고서에 따르면, 금지된 책 중 40%는 유색인종 등장 인물이 포함되어 있었고, 21%는 인종과 인종차별 문제를 다루고 있었다.
인종차별적 비속어를 포함하고 있다는 이유로 이의 제기된 대표적인 책 두 권은 앵무새 죽이기와 허클베리 핀의 모험이다. 이 두 책은 모두 미국 국회도서관의 ‘미국을 형성한 책들’ 목록에 올라 있지만, 일부 학생들은 책에 사용된 언어에 불편함을 느꼈다. 표현의 자유를 지지하는 단체를 포함한 지지자들은, 이 책들이 “역사적으로 정확한 인종차별적 언어를 사용하는 반인종차별 이야기”라고 주장한다. 앵무새 죽이기는 강간과 인종 불평등 문제를 다루지만, 그 주제가 보편적 공감을 불러일으킨다고 여겨져 전통적으로 미국 문학의 고전으로 간주된다. 2008년 뉴저지 체리힐에서는 한 주민이 이 책이 고등학교 영어 수업 교재로 사용되는 것에 대해 문제를 제기한 일이 있었다. 이의를 제기한 사람은 소설 속에서 흑인 미국인이 다뤄지는 방식에 문제가 있다고 생각했고, 그 묘사가 흑인 독자들에게 상처를 줄 수 있다고 우려했다. 그러나 교육위원회는 책을 금지하는 대신, 만장일치로 교과 과정에 남기기로 결정했고, 이 책을 수업에 사용하는 교사들에게 인종 감수성 교육을 제공하여 모든 학생들을 배려하도록 했다.
비판적 인종 이론은 미국의 법과 제도가 사회 내 인종 격차를 어떻게 유지하는지를 다루는 이론적 모델이다. 이 이론은 주로 대학 이상의 학문적 연구에서 등장한다. 비판적 인종 이론을 담고 있다는 이유로 이의 제기된 책들에는 이브람 X. 켄디의 스탬프: 인종차별, 반인종차별, 그리고 당신, 앤지 토마스의 너가 준 혐오, 마리앤 셀라노와 마리에타 콜린스의 우리 마을에 무슨 일이 일어났어요: 인종적 불의에 관한 한 아이의 이야기가 포함된다. 대부분의 교육구가 비판적 인종 이론을 가르치지 않는다고 주장함에도 불구하고, 책 검열을 주도하는 많은 사람들은 이 용어를 인종 문제와 LGBTQ+를 포함한 학교의 ‘형평성 프로그램’을 지칭하는 말로 사용하고 있다.

### 사회
수많은 책들이 “언어, 인종적 묘사, 마약 사용, 사회 계층, 등장인물의 성적 지향, 또는 도전자들이 독자에게 해롭다고 여긴 기타 사회적 차이” 때문에 금지되거나 억압되었다. 미국에는 사회적 이유로 억압된 책들의 사례가 많이 있다. 돈 소바는 사회적 이유로 억압된 문학이라는 에세이를 썼으며, 이 글은 위와 같은 이유로 금지되거나 이의 제기된 책들을 목록으로 소개하며 책이 검열되는 이유에 대한 인식을 높이고자 했다.이러한 유형의 검열 사례로는 J. D. 샐린저의 호밀밭의 파수꾼, 켄 키지의  뻐꾸기 둥지 위로 날아간 새 , 마크 트웨인의  허클베리 핀의 모험 이 있다. 이 책들의 주인공들은 모두 권위를 무시하고 사회적 규범이나 규칙에 따르지 않는 인물들인다. 홀든 콜필드, 랜들 맥머피, 헉 핀은 모두 저속한 언어를 사용하고 반전통적인 세계관을 가진 점에서 유사하다. 이들 책은 모두 규칙을 깨고 전통적 질서 대신 쾌락을 추구하며 살아가는 인물들을 이상화하는 주제를 담고 있다. 소바는 검열자들이 이러한 책들을 금지하려는 이유는, 반항적인 등장인물들의 모습이 아이들에게 영향을 주어 부모, 법, 교사에 대한 존중을 잃게 만들 것을 우려했기 때문이라고 주장한다.
마크 트웨인의  허클베리 핀의 모험  (1884)은 2007년 미국도서관협회에 의해 인종차별 문제로 미국 내에서 다섯 번째로 자주 금지된 책으로 기록되었다. 뉴남쪽 책은 원문에서  니거 와  인준 이라는 단어를 검열한 삭제본을 출판하면서 언론의 주목을 받았다. 애리조나주의 한 학부모는 이 소설을 금지하려 했고, 이 사건은 결국 1998년  몬테이로 대 템피 통합 고등학교 교육구 사건 으로 미국 제9순회 항소법원까지 올라갔다.
1939년 8월, 캘리포니아 커른 카운티의 감독 위원회는 존 스타인벡의  분노의 포도를 카운티 도서관과 학교에서 금지하는 결의를 통과시켰다. 커른 카운티 자유 도서관의 수석 사서 그레첸 나이프는 개인적으로 금지에 반대했지만, 결국 결정을 따랐다. 이 금지 조치는 카운티의 농업 의존도와 나이프의 순응, 그리고 사서들의 공식적인 지지 부족에서 비롯된 것으로 알려져 있다. 이 금지 조치는 1941년에 철회되었다.
2020년 9월, 캘리포니아의 버뱅크 통합 교육구는 인종차별에 대한 학부모들의 우려에 따라 앵무새 죽이기, 허클베리 핀의 모험, 생쥐와 인간, 더 케이, 천둥의 굴림, 내 울음을 들어를 중고등학교 필수 읽기 목록에서 제외했다.

### 정치계
미국 국무부, 중앙정보국(CIA), 그리고 연방마약국은 로스 Y. 코엔이 집필한 학술서 미국 정치 속 차이나 로비의 출판을 성공적으로 억압했다. 이 책은 미국 의회와 행정부에 대한 차이나 로비의 영향력, 그리고 당시 대만의 군사 독재 정권을 이끌던 중국 국민당의 헤로인 밀매에 대해 다루고 있었다. 이 책의 억압은 중국 국민당이 자국 대사관을 통해 주도했으며, 그들은 처음에 출판사 맥밀런을 상대로 명예훼손 소송을 제기하겠다고 위협하기도 했다.
정치적인 내용을 이유로 책이 지역 정부나 교육구에 의해 억압된 사례들도 있다. 특히 무정부주의, 공산주의 또는 사회주의를 조장한다고 여겨지는 책들은 미국에서 억압된 역사를 가지고 있다. 카를 마르크스와 프리드리히 엥겔스의 공산당 선언은 공산주의 사상 때문에 자주 문제 제기를 당했고, 특히 1950년대의 '레드 스케어' 시기에는 도서관에서 광범위하게 제한되었다. 조지 오웰의 1984년은 1981년 플로리다주 잭슨 카운티에서 “공산주의를 옹호하고 노골적인 성적 내용을 담고 있다”는 이유로 문제 제기를 받았다. 1980년, 어윈 시프는 연방 마피아라는 책을 출간했으나, 이 책은 제9순회 항소법원에서 사기성이 있다고 판결되었다.

### 종교
미국 역사에서 많은 책들이 종교적인 이유로 도전을 받아왔다. 이러한 도전을 제기하는 사람들은 어떤 책이 특정 신념을 공격하거나, 그에 반대하거나, 모순된다고 느낄 수 있다. 때때로 책에는 독자의 종교적 신념과 다른 내용이 담겨 있기도 한다. 대표적인 예는 찰스 다윈의 종의 기원이다. 1925년 테네시 주에서는 버틀러 법이 제정되어, 학교에서 창세기의 인간 기원 이야기에 반하는 내용을 가르치는 것을 불법으로 만들었다. 진화론은 다윈의 책에서 유래한 과학적 이론이지만, 많은 사람들이 성경과 충돌한다고 느껴 다윈의 책은 금지되었다. 이 법은 1967년까지 유지되었다. 이와 관련된 또 다른 논란은 2017년 플로리다에서 발생했다. HB 909 법안은 해당 카운티에 거주하는 누구나 유치원부터 고등학교까지의 교육 자료에 대해 이의를 제기할 수 있도록 했다. 이 법에 반대한 사람들은 교실에서 과학과 진화론 교육이 방해받을 수 있다고 우려했다
많은 인기 판타지 작품들도 마법과 관련된 내용 때문에 도전을 받아왔다. 이러한 작품들이 마법과 오컬트를 조장한다고 보는 시각이 있기 때문이다. 대표적인 예로는 해리 포터 시리즈와 로알드 달의 마녀들이 있다. 이들 작품이 기독교를 직접적으로 공격하거나 부정하는 것은 아니지만, 일부 기독교 단체들은 마법에 관한 내용을 읽는 것이 아이들이 신앙에 반하는 행동을 하게 만들 수 있다고 우려한다. 시더빌 교육구에서는 부모의 허락 없이는 학생들이 해리 포터 시리즈를 대출할 수 없도록 제한했다. 이 규정이 시행된 직후, 4학년 학생 다코타 카운츠의 부모는 이 조치가 딸의 헌법적 권리를 침해했다고 주장하며 문제를 제기했다. 이후 2003년에 진행된 카운츠 대 시더빌 교육구 소송에서 법원은 이 제한 조치를 철회하고 학부모 측에 손을 들어주었다. 학교용 도서 출판사인 스콜라스틱은 이 사건에 대해, 해당 책들이 아이들에게 선과 악, 옳고 그름을 가르친다고 주장하는 성명을 발표했다. 2007년 조지아주 로렌스빌의 공립학교에서는 해리 포터 시리즈를 교실에서 사용하는 것을 두고 또다시 이의 제기가 있었다. 그러나 교육위원회는 이 책들이 창의성과 상상력, 학습과 독서에 대한 흥미를 불러일으킬 수 있다는 이유로 만장일치로 계속 사용하기로 결정했다.

#### 가톨릭 교회의 금서
'임프리마투르(IMPRIMATUR)!'는 '그것이 인쇄되게 하라.'는 뜻의 라틴어다. 로마 가톨릭 교회가 인쇄물의 내용이 가톨릭 신앙과 윤리에 위배됨이 없음을 확인하고 내리는 인쇄허가를 가리키는 말이다. 중세 시대에는 오직 이 허가가 떨어진 책들만 출판이 가능했다. 금서목록의 발행은 1571년부터 1917년까지 로마 교황청의 금서성성(禁書聖省, S. Congregatio Indicis)에서 발행하였다. 가톨릭 교회는 가톨릭 교회나 교리에 비판적인 서적들을 사전 검열하여 출판을 못하게 하고 멋대로 출판하면 종교재판을 통해 처단했다. 1966년에 구속력 있는 규정으로서는 폐지되었지만, 지금까지도 참고 사항으로는 유효하다. 1966년 이전에는 이 금서 목록의 책을 읽거나 소유하는 것만으로도 교회법을 어기는 것이 되어 파문 등의 조치가 취해졌다. 가톨릭 교회가 금서로 정한 책들은 다음과 같다.
- 마르틴 루터의 모든 저작
- 존 칼뱅의 모든 저작
- 츠빙글리의 모든 저작
- 위클리프의 모든 저작
- 마키아벨리 군주론
- 에밀 졸라의 모든 작품
- 뒤마의 삼총사/ 몬테크리스토 백작과 연애소설들
- 플로베르의 보봐리 부인
- 발자크의 연애소설들
- 아나톨 프랑스의 작품
- 빅토르 위고의 노틀담의 곱추/레미제라블
- 루소의 에밀
- 조르주 상드의 작품
- 오귀스트 콩트의 실증철학
- 스탕달의 작품
- 칸트의 순수이성 비판
- 루낭의 예수전
- 루소의 사회계약설
- 도스토예프스키 작품 등
- 베르그송 《창조적 진화》(L’evolution creatrice)
- 백과전서파의 백과전서
- 토머스 홉스의 리바이어던
- 볼테르의 《철학 사전》, 《철학 서한》, 《캉디드》, 《랭제뉘》
- 사드 후작 - 《저스틴》, 《줄리엣》, 《소돔의 120일》 등
- 몽테스키외의 《법의 정신》

#### 이슬람 금서
- 《악마의 시》

#### 러시아의 금서
- 《나의 투쟁》[104]

### 보안
2010년 미 육군 정보 장교 앤서니 셰퍼 중령이 출간한 회고록 다크 하트 작전은 국방부가 이미 무삭제 버전이 배포된 이후에도 책에 담긴 정보를 검열하려 시도한 사례였다. 현재 이 책은 삭제된 버전과 원본 모두가 공개적으로 유통되고 있다.

## 예시

### 멋진 신세계
올더스 헉슬리의 디스토피아 소설 멋진 신세계(1931)는 일부 학군에서 도전을 받았다. 2003년, 텍사스주 머세디스의 사우스 텍사스 독립 교육구에서는 이 책에 대한 문제 제기가 있었지만, 최종적으로 유지되었다. 학부모들은 작품에 등장하는 성, 약물, 자살 등 성인 주제에 대해 우려를 표했다. 헉슬리의 책은 여름 과학 아카데미 커리큘럼의 일부였으며, 교육위원회는 학부모들이 자녀의 독서 선택권에 더 많은 통제를 할 수 있도록 문제 제기된 책에 대해 교장이 자동으로 대체 도서를 제안하도록 결정했다.

### 생쥐와 인간
존 스타인벡의 생쥐와 인간은 1937년에 출판된 미국 문학의 고전으로, 레드클리프 출판 과정에 의해 20세기 최고의 소설 12위에 선정되었다. 이 작품은 문체는 단순하지만 깊은 메시지를 담고 있어, 영어 교육 과정에서 자주 선택되는 소설로 자리 잡고 있다. 그럼에도 불구하고, 이 소설은 2001년, 2003년, 2004년에 미국도서관협회가 선정한 ‘가장 자주 도전받은 도서 10선’에 이름을 올렸다. 미국 내 검열 사례를 기록한 책 미국에서 금지된 책들의 저자 허버트 포어스텔은 이렇게 설명한다. “검열자들은 거친 언어를 사용하는 투박한 주인공들이 등장하고, 사회 시스템에 대한 비판이 담긴 이 비극적 이야기로부터 순수하고 영향을 받기 쉬운 청소년들을 보호해야 한다고 주장한다.” 미국도서관협회 산하 지적자유국에 따르면, 이 책이 검열된 주요 이유는 ‘불쾌한 언어, 인종차별적 표현, 연령대에 맞지 않음, 폭력성’ 등이었다.
2004년 일리노이 주 노멀에서는, 교육구 내 학부모들과 지역 사회 구성원들이 스타인벡의 소설 대신 읽을 수 있는 대체 도서 목록을 제안하면서 논란이 시작되었다. 이들은 생쥐와 인간과 유사한 주제를 다루되, 인종차별적 표현이 없는 책을 선택해야 한다고 주장했다. 이들은 또한 해당 소설을 10학년 영어 필수 읽기 목록에서 제외시켜야 한다고 제안했지만, 책을 완전히 금지하자는 것은 아니었다. 이들은 스타인벡의 소설이 과거의 사회적 불의를 다룬다는 점은 인정했지만, 자신들이 제안한 대체 도서들이 “다문화적이고 사회적으로 민감한 주제들을 더 의미 있고 존중하는 방식으로 다룬다”고 주장하며, 스타인벡의 작품은 그러하지 않다고 보았다.

### 앵무새 죽이기
하퍼 리의 앵무새 죽이기(1960)는 퓰리처상을 수상한 이후 미국 문학의 고전으로 자리 잡았다. 이 소설은 성폭행과 인종 불평등 문제를 다루고 있지만, 보편적인 주제를 통해 많은 독자들에게 깊은 감동을 주는 작품으로 평가받고 있다. 이 소설은 1960년 출간 이후 계속해서 검열의 대상이 되었으며, 2009년과 2011년에는 미국도서관협회의 ‘가장 자주 도전 받은 도서 10선’에 선정되었다. 이 작품은 인종적 불의, 계급 체계, 성 역할, 순수함의 상실 등을 폭력, 강간, 근친상간, 권위 문제와 함께 다루며, 거친 표현을 사용했다는 이유로 불쾌한 작품으로 간주되었다. 1996년 7월, 미시시피주의 모스 포인트 교육구 교육감은 앵무새 죽이기가 인종 묘사와 성적 내용에 대해 문제가 있다는 그렉 포스터 목사의 민원이 접수된 후, 학부모, 지역사회 인사, 교사로 구성된 위원회에 의해 검토될 것이라고 발표했다. 이후 이 소설은 해당 교육구 내에서 접근이 금지되었다. 2008년 뉴저지 주 체리 힐에서는, 한 지역 주민이 고등학교 영어 수업 교재로 앵무새 죽이기를 사용하는 것에 반대하며 문제를 제기했다. 그는 소설 속 아프리카계 미국인에 대한 묘사 방식이 흑인 학생들에게 불쾌감을 줄 수 있다고 우려했다. 하지만 학교 이사회는 책을 금지하는 대신, 해당 소설을 가르치는 교사들을 대상으로 인종 감수성 교육을 실시하는 방식으로 대응하며, 커리큘럼에 책을 계속 포함시키기로 만장일치로 결정했다.

### The China Lobby in American Politics
1960년, 학자 로스 Y. 코엔의 저서 미국 정치에서의 중국 로비는 당시 대만의 집권당이었던 중국 국민당의 요청에 따라 미국 국무부, 중앙정보국(CIA), 연방마약국에 의해 검열되고 출판이 억제되었다. 이 책은 중국 로비가 미국 의회와 연방 정부에 미친 영향력을 다루며, 당시 대만을 군사독재 체제로 통치하던 중국 국민당의 헤로인 밀매 활동에 대한 자료도 포함되어 있다. 코엔은 이를 뒷받침하는 상당한 증거를 제시했고, 후에 다른 학자들에 의해서도 그의 주장들이 입증되었다. 중국 국민당은 처음에는 출판사 맥밀런을 상대로 명예훼손 소송을 제기하겠다고 위협했으며, 이후 워싱턴 주재 대사관을 통해 검열을 유도했다. 책이 4,000부 인쇄된 이후, 국무부의 개입으로 출판사는 책을 회수하고 출간을 중단했다. 그럼에도 불구하고 일부 책은 대학의 희귀 도서관에 보관되었으며, 보수 성향의 단체들이 도서관에 남아 있던 책들을 훔쳐가는 일도 벌어졌다. 이후 다른 학자들에 의해 코엔의 주장들이 사실로 입증되면서, 이 책은 1974년에 다시 출판되었다.

### 호밀밭의 파수꾼
J.D. 샐린저의 호밀밭의 파수꾼은 1951년에 처음 출간된 이후 끊임없이 논란의 대상이 되면서도 동시에 널리 교육 현장에서 사용된 작품이다. 1980년대에는 “미국에서 가장 자주 검열되면서도, 동시에 공립학교에서 두 번째로 자주 가르쳐지는 소설”이라는 이례적인 위치에 놓이기도 했다. 미국도서관협회는 이 작품을 1966년부터 1975년까지 가장 많이 검열된 책으로, 1990년부터 1999년까지는 열 번째로 많은 도전을 받은 책으로 선정했다. 또한 이 소설은 래드클리프 출판 과정에서 선정한 ‘20세기 최고의 고전 소설’ 목록에서 두 번째로 높은 순위를 차지했다.
이 책에 대한 반대 이유 중 다수는 거친 언어 사용이었지만, 보수 성향의 미국 단체인 '포커스 온 더 패밀리'의 서평에 따르면 이 책은 성매매, 성적 내용, 미성년자의 음주 등도 언급하고 있어 논란이 되었다. 미국도서관협회는 이 책이 검열 대상이 된 이유로 “모욕적인 언어 사용, 노골적인 성적 묘사, 연령대에 부적합함”을 들고 있다. 이 책이 처음으로 검열된 사례는 1960년 오클라호마 주 털사 교육구에서 발생했다. 이곳에서는 해당 소설이 금지되었으며, 이 책을 11학년 수업에 과제로 낸 교사가 내용상의 부적절함을 이유로 해고당했다. 1996년 메인 주 페리스에서는 호밀밭의 파수꾼을 계속해서 고등학교 수업에서 가르치는 것이 허용되었지만, 학생들이 어떤 책을 읽는지 부모에게 고지해야 한다는 조건이 붙었다. 결과적으로 자녀가 어떤 책을 읽을지는 학교가 아닌 학부모의 판단에 맡기게 되었다.

### 중앙정보국과 정보의 숭배
1974년 출간된 CIA와 정보의 숭배는 CIA와 국무부 출신의 빅터 마르케티와 존 D. 마크스가 공동 집필한 책으로, 미국 연방 법원에서 출간 전 사전 검열을 받은 최초의 책이었다. 저자들은 CIA가 책의 399개 부분을 삭제하라고 명령한 데 강하게 맞섰고, 결국 법원은 168개의 부분을 삭제하는 것으로 결론을 내렸다.이 책은 베스트셀러가 되었으며, 이후 미국 상원에서 정보기관의 활동을 조사하기 위해 구성된 특별위원회인 '처치 위원회'의 설립에 영향을 준 책으로 평가받고 있다.

### 펀 홈
2006년 10월, 미주리주 마셜의 한 주민은 앨리슨 벡델의 그래픽 노블 펀 홈을 마셜 공공도서관에서 제거하려고 시도했다. 이 책은 성적 지향, 성 역할, 자살, 정서적 학대, 기능이 마비된 가족생활, 그리고 문학이 자신과 가족을 이해하는 데 어떤 역할을 하는지를 주제로 다룬다. 이러한 도전이 중요한 이유는, 삽화가 가득한 책은 어린이들에게 더 쉽게 접근 가능하므로, 내용이 성숙한 주제를 담고 있을 경우 더욱 검열의 대상이 되기 쉽기 때문이다.

### 멜리사
2018년, 2019년, 2020년에 알렉스 지노의 책 멜리사는 미국도서관협회의 연간 "가장 많이 도전받은 도서" 목록에서 공교육 부문 1위를 기록했다. 이 책은 “LGBTQIA+ 관련 내용” 때문에 도전받았으며, 검열을 주장한 사람들은 그 외에도 "종교적 관점과의 충돌", "전통적인 가족 구조와의 충돌", 그리고 "혼란을 야기할 가능성" 등의 이유를 제시했다.

### 헝거 게임 트릴로지
수잔 콜린스의 헝거 게임은 종말 이후 세계의 독재 정권 아래에서 살아가는 16세 소녀 캣니스 에버딘의 시점에서 전개되는 청소년 디스토피아 소설이다. 이 시리즈는 반란과 봉기, 정부의 통제, 그리고 부패한 정치 권력을 강조한다. 각 구역의 분열은 부의 불균형한 분배를 상징한다. 이 책은 폭력, 빈곤, 사랑 같은 주제를 포함하고 있어 역시 도전의 대상이 되기도 한다. 2014년에는 종교적 관점이 삽입되었다는 이유로 금서로 지정된 바 있다. 이 시리즈는 이후에도 “무감각함”, “모욕적인 언어 사용”, “폭력성”, “반(反)가족적 요소”, “비윤리성”, “오컬트/사탄주의” 등 다양한 이유로 금지되거나 도전을 받았다. 뉴햄프셔의 한 학부모는 이 시리즈가 11세 딸에게 악몽을 꾸게 만들었다고 주장했다. 그녀는 이 책이 아이들을 폭력에 무감각하게 만들 수 있다고도 덧붙였다.

### 캡틴 언더팬츠 시리즈
`댑 필키의 캡틴 언더팬츠는 12권으로 구성된 삽화 아동 소설 시리즈로, 조지 비어드와 해롤드 허친스라는 두 명의 4학년 소년이 교장 크럽)을 최면에 걸어 슈퍼히어로 ‘캡틴 언더팬츠’라고 믿게 만든 후 벌어지는 여러 해프닝을 다룬다. 이 시리즈의 모든 책은 금지 조치를 당한 적이 있으며, 미국도서관협회는 2013년과 2014년에 가장 도전받은 도서 중 하나로 보고했다. 이 책들은 주인공들이 권위에 무례하게 행동하며, 유머가 부적절하다는 이유로 가장 많이 금지되었다. 열 두 번째 책에서는 주인공 중 한 명인 해롤드가 동성애자라는 사실이 밝혀지며 검열 시도가 더욱 강화되었다.

### 월플라워의 장점
스티븐 크보스키의 월플라워의 장점은 수줍고, 지적이며, 내성적인 고등학교 1학년생 찰리의 이야기를 다룬다. 이 책은 찰리가 고등학교 생활을 시작하고 사랑에 빠지는 경험을 중심으로 하지만, 슬픔과 성적 학대에 대한 언급도 포함하고 있다. 자기 발견과 수용, 그리고 우정의 중요성을 강조하는 메시지에도 불구하고, 이 책은 2003년부터 2017년까지 매년 금지되거나 도전을 받았으며, 이후 2019년, 2022년, 2023년, 2024년에도 같은 사례가 있었다.

### 한국의 금서

#### 조선 시대
- 세조 3년(1457년)에 내려진 금서 조치 (《세조실록(世祖實錄)》 1457년 5월 戊子日)

세조는 8도관찰사에게 다음과 같은 서적들을 수거할 것을 명령하였다.
《고조선비사(古朝鮮秘詞)》, 《대변설(大辨設)》, 《조대기(朝代記)》, 《주남일사기(周南逸士記)》, 《지공기(誌公記)》, 《표훈삼성밀기(表訓三聖密記)》, 《안함 노원 동중 삼성기(安含 老元 董仲 三聖記) 또는 《안함로 원동중 삼성기》, 《도증기(道證記)》, 《지리성모하사량훈(智異聖母河沙良訓)》, 《문태산 왕거인 설업 등 삼인기록(文泰山 王居人 薛業 等 三人記錄)》, 《수찬기소(修撰企所) 1백여 권(卷)》, 《동천록(動天錄)》, 《마슬록(磨蝨錄)》, 《통천록(通天錄)》, 《호중록(壺中錄)》, 《지화록(地華錄)》, 《도선 한도참기(道詵漢都讖記)》 등의 문서
- 예종 1년(1469년)에 내려진 금서 조치 (《예종실록(睿宗實錄)》 1469년 9월 戊戌日)

수거대상
《주남일사기(周南逸士記)》, 《지공기(誌公記)》, 《표훈천사(表訓天祠)》, 《삼성밀기(三聖密記)》, 《도증기(道證記)》, 《지리성모하사량훈(智異聖母河沙良訓)》, 《문태(文泰) 옥거인(玉居仁) 설업(薛業) 삼인기(三人記) 1백여권》, 《호중록(壺中錄)》, 《지화록(地華錄)》, 《명경수》 등의 천문·풍수·음양에 관련된 서적들
수거 방침
집에 보관하고 있는 자들은 서울에서는 10월 말까지 승정원에 바치고 지방의 가까운 도에서는 11월 말까지, 먼 도에서는 12월 말까지 기한을 정하여 살고 있는 고을에 바치게 하였다.
진상조건
책을 바친 사람에게는 … 두 품계를 올려주며 상을 받겠다고 지원하는 사람과 관청노비, 개인 노비에게는 무명 50필을 상으로 준다. 감추어 두고 바치지 않는 사람에 대해서는 다른 사람이 신고하게 하고 신고한 사람은 위 사항에 따라 표창할 것이며 감춘 사람은 참형에 처할 것이다.
- 성종 즉위와 함께 내려진 조치 (《성종실록(成宗實錄)》 1469년 12월 戊午日)

《주남일사기》 등 9종과 《태일금경식(太一金鏡式)》, 《도선참기(道詵懺記)》등 2종을 포함하여 11종의 서적을 이전과 같이 수거할 것을 8도관찰사에게 지시하였다. 다만 이들 서적 외에 천문·풍수·음양 등으로 총칭된 서적의 수거는 중지하고 수거된 것도 돌려주도록 지시하였다.

#### 일제강점기
- 안국선 《금수회의록》 1909년
- 신채호 《이태리건국삼걸전》과 《을지문덕전》 1911년

#### 대한민국
- 《노동의 새벽》

### 중국의 금서
- 《금병매》
- 《수호전》

## 서적 검열에 반대하는 단체들

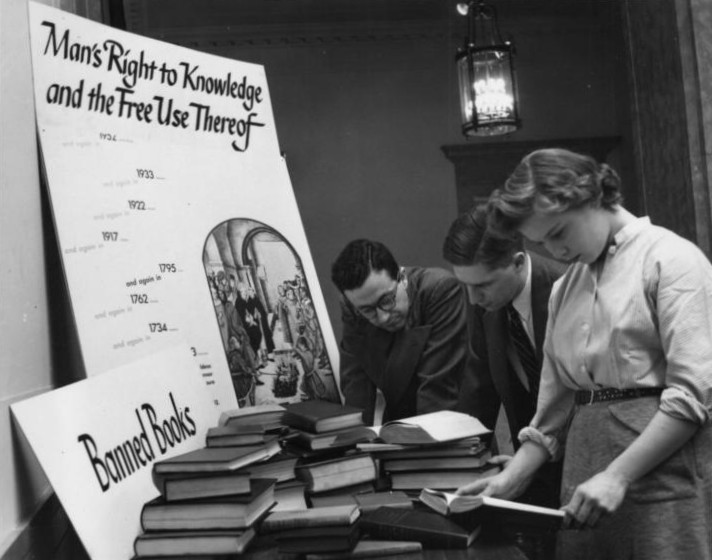
A display on banned books at a Columbia University Bicentennial exhibit, 1954. The theme of the bicentennial was "Man's Right to Knowledge and the Free Use Thereof".

1876년에 설립된 미국도서관협회는 세계에서 가장 오래되고 가장 큰 도서관 협회로, “학습을 증진하고 모두가 정보에 접근할 수 있도록 도서관 및 정보 서비스와 사서 직업의 발전, 홍보, 개선을 이끄는 것”을 사명으로 삼고 있다. 미국도서관협회 웹사이트에 따르면, 미국에서 도서가 검열되는 주요 3가지 이유는 다음과 같다: 해당 자료가 “성적으로 노골적"이라고 여겨지거나, "모욕적인 언어”를 포함하고 있거나, 또는 “모든 연령대에 부적합한 내용”이라는 평가를 받았기 때문이다.
1969년 11월 20일, 미국도서관협회 회원들에 의해 설립된 자유로운 독서를 위한 제단은 서적 검열과 관련된 법적 문제에 더 집중한다. 이 재단의 주요 목표 중 하나는 “법률 자문을 제공하고, 그 자문이 재단에 직접 고용된 인물일 수도 있고 아닐 수도 있으며, 법적 부당함을 겪고 있는 도서관과 사서들에게 전반적인 지원을 제공하는 것”이다. 이 재단은 카플란 대 캘리포니아 사건에서 미국 연방대법원에 처음으로 항소했다. 이 사건은 한 “성인용” 서점 주인이 “표지가 단순하고 삽화가 없는 책이었지만, 반복적으로 노골적인 성적 묘사를 담고 있어, 캘리포니아의 외설 관련 법을 위반했다”는 이유로 유죄 판결을 받은 것이었다. 자유로운 독서를 위한 재단은 이 사건을 대법원에 제소하면서 “밀러 대 캘리포니아 사건에서 도입된 새로운 외설 판별 3단계 기준에 따른 헌법적 쟁점을 다루는 법정 친구 의견서를 고려해 달라는 요청”을 포함한 신청서를 제출했다. 하지만 이 신청은 기각되었으며, 법원은 “표현의 자유를 보장하는 수정헌법 제1조는 ‘진지한 문학 작품이나 정치적 저작물’에만 적용된다”는 판단을 내렸다.

### 금서 주간
미국도서관협회 웹사이트에는 금서 및 문제 제기 도서’ 섹션이 있으며, ALA는 매년 가장 많이 금지되거나 도전받은 도서 목록을 발표한다. 하지만 그뿐 아니라, 미국도서관협회는 매년 9월 마지막 주에 ‘금서 주간’이라는 행사를 주최하기도 한다. 이는 “읽을 자유를 기념하는 연례 행사”로, 금서 문제에 대한 인식을 높이기 위해 여러 단체가 협력해 만든 전국적 연합의 산물이다. 이 행사는 표현의 자유와 도서관 권리를 옹호해 온 활동가 주디 크루그와 미국출판인협회가 1982년에 공동 설립했으며, 금서들을 “미국 대중의 관심”에 올리는 것을 목적으로 한다. 2000년까지 이 행사의 취지는 확장되어, “도서관 사서, 서점 직원, 출판인, 언론인, 교사, 그리고 다양한 독자들 등 도서 공동체 전체가 모여, 비정통적이거나 비인기 있는 아이디어일지라도 이를 추구하고 표현할 자유를 지지한다”는 연대의 장으로 자리잡게 되었다. 이 행사를 매년 후원하는 연합체에는 다음과 같은 기관들이 포함된다: 미국도서관협회, 미국 서점 협회, 자유 표현을 위한 미국서점재단, 미국출판인협회, 미국언론작가협회. 또한, 미국 의회도서관 산하의 도시센터도 이를 지원하고 있다. 또한, 미국 의회도서관 산하의 도서센터도 이를 지원하고 있다. 금서 주간의 목표는 점점 확대되어, 학교, 도서관, 그리고 모든 책이 있는 공간에서 문학적 자유를 옹호하는 것까지 포함하게 되었다. 현재 이 행사의 가장 중요한 목표는 다음과 같다: “수정헌법 제1조의 권리와 문학의 힘의 중요성을 알리고, 자유로운 사회에서 정보 접근이 제한될 때 발생하는 위험에 주목하게 하는 것”이다. 금서 주간은 이제 단지 ‘책’만을 다루는 것이 아니라, 학교나 입법자들에 의해 학문적 자료가 필터링되는 문제 전반으로 관심을 넓혔다. 이에는 YouTube, 소셜미디어, 게임 등의 서비스 접근을 차단하는 소프트웨어도 포함된다. 미국 학교사서협회는 모든 필터링 정책에 대해, 학생들이 단지 연방통신위원회의 아동인터넷보호법이 요구하는 수준을 넘어서는 정보 접근을 할 수 있어야 한다는 입장을 고수한다.
하지만 이 행사가 긍정적인 반응을 얻고 있음에도, 비판이 전혀 없는 것은 아니다. ‘가정을 위한 포커스’의 부회장인 톰 미너리는, “미국도서관협회는 ‘금서’라는 거짓말을 무책임하게 너무 오래 퍼뜨려 왔다”며, 실제로는 “금지된 책 같은 건 없다”고 주장한다. 슬레이트 잡지의 루스 그레이엄도 이에 동의한다. 그녀는 공공도서관과 학교도서관에서의 검열 문제를 혼동하고 있으며, 실제로 학교도서관에서는 검열 사례가 그리 많지 않다고 본다. Focus on the Family처럼 많은 책에 이의를 제기하는 단체들은 대체로 금서 주간에 반대하지만, 모두가 반대하는 것은 아니다. 허프포스트의 작가 매디 크럼은 이 행사를 옹호하면서, “이 행사는 미국인의 표현의 자유가 종종 제한받으며, 많은 경우 쉽게 쟁취되지 않는다는 사실을 상기시키는 데 도움을 준다”고 말한다.

## 금지된 작가들의 목소리

### 존 그린
미국 작가 존 그린의 소설 알레스카를 찾아서는 “모욕적인 언어”와 “성적으로 노골적인 묘사” 때문에 문제 제기를 받았다. 이에 대해 존 그린은 자신의 작품을 옹호하며, “이 소설은 감정적으로 공허한 오럴 섹스보다 감정적으로 친밀한 키스가 훨씬 더 만족스러울 수 있다는 점을 날카롭게 주장하고 있다”고 말했다. 미국도서관협회는 그를 옹호하며 다음과 같이 밝혔다: “문제 제기란 단순히 한 개인이 의견을 표현하는 것이 아니라, 특정 자료를 교육과정이나 도서관에서 제거하려는 시도로, 결과적으로 다른 사람들의 접근권을 제한하는 행위이다. 따라서 이는 표현과 선택의 자유에 대한 위협이다.

### 데이비드 구터슨
데이비드 구터슨의 첫 소설 시더스에 내리는 눈은 음란물에 비유되거나 성적으로 부적절하다는 평가를 받으며,  가장 많이 금지된 책 중 하나로 분류되었다. 두 번째 소설을 집필할 당시 구터슨은 “또 다른 책을 쓰는 건 늘 어려운 일”이며, 자신의 책이 금서가 될까 봐 “죽도록 두려웠다”고 고백했다.

### 제이슨 레이놀즈
제이슨 레이놀즈는 청소년 소설 모든 미국 남자들과 스탬프:인종차별, 반인종차별, 그리고 당신의 공저자이며, 이 두 책은 각각 2020년과 2019년 미국도서관협회가 선정한 ‘가장 많이 도전받은 도서 10선’에 포함되었다. 그는 NPR 인터뷰에서 검열에 대해 이렇게 답했다: “이건 저에게 매우 고통스러운 일이다. 왜냐하면 이 책들이 금지될 때, 수천 명의 청소년들이 이 책들을 접할 기회를 잃게 되리란 걸 알기 때문이다.”

### 데이브 필키
데이브 필키는 캡틴 언더팬츠 시리즈의 작가이자 삽화가이다. 이 시리즈는 부적절한 유머, 권위에 대한 불경, 그리고 마지막 권에 등장한 게이 캐릭터 때문에 자주 금지되었다. 책을 금지하려는 움직임에 대해 필키는 다음과 같이 말했다: “사람들이 책에 대해 각자의 의견을 가질 수 있다는 점은 이해한다. 하지만 그것은 단지 의견 차이로 그쳐야 한다. ‘아이들이 이 책을 읽어서는 안 된다’라고 말하기보다는, 단어 하나만 덧붙이세요: ‘내 아이들이 이 책을 읽어서는 안 된다’라고요.”
캡틴 언더팬츠의 스핀오프 도서인 슈퍼 기저귀 아기의 모험에서, 필키는 다음과 같은 ‘잠재 메시지’를 담았다: “스스로 생각하라. 권위에 의문을 가져라. 금지된 책을 읽어라! 아이들도 어른들과 동일한 헌법적 권리를 갖는다!!! 표준화 시험 보이콧을 잊지 마라!!!”

## 같이 보기
- 대한민국의 불온서적 - 불온서적은 사상적인 이유로 금지된 서적이다.
- 금서 목록

## 참고 문헌 및 링크
- 이중연, 《'책'의 운명》, 혜안, 2001년
- 조선왕조실록(검색 사이트)
- 「금서」, 《한국민족문화대백과》, 한국학중앙연구원
- 「금서」, 《브리태니커 백과》